# FK Botev Lukovit
FK Botev Lukovit (Bulgaars: Ботев Луковит) is een Bulgaarse betaaldvoetbalclub uit de stad Lukovit, opgericht in 1999. De club promoveerde in 2017 naar de Treta Liga. In 2019 werd de club tiende, maar in 2019/20 speelde de club niet meer in de Treta Liga. 